# Нова міжнародна версія
Нова міжнародна версія (англ. New International Version або англ. NIV) — переклад Біблії англійською мовою, вперше виданий у 1973 році (Новий Заповіт) та 1978 році (повний текст) Біблікою (раніше — Міжнародне біблійне товариство). Нова міжнародна версія була створена для задоволення потреби в сучасному, зрозумілому широким суспільним колам англомовному перекладі Біблії, зробленому вченими за найдавнішими доступними якісними рукописами.
Колектив із 15 вчених-бібліїстів, які представляли різні євангельські течії, працював із давніми рукописами, створеними давньоєврейською, арамейською та давньогрецькою мовами. Були створені й оцінені численні переклади кожного розділу, з-поміж яких визначено найкращі варіанти. Були використані відгуки пересічних читачів щодо легкості сприйняття й розуміння текстів. Також були розроблені плани стосовно майбутніх коригувань тексту в зв'язку з новими науковими відкриттями та змінами в англійській мові.
Нова міжнародна версія, яка була оновлена в 1984 та 2011 роках і стала одним із найпопулярніших та найбільш продаваних сучасних перекладів, видається «Zondervan» у Сполучених Штатах та «Hodder & Stoughton» у Великій Британії.